# Titulärakten (1927)
Titulärakten från 1927 (engelska Royal and Parliamentary Titles Act, 1927) är en lag stiftad av det brittiska parlamentet, vilken förändrade parlamentets namn och de kungliga titlarna, och som hade stor betydelse för den konstitutionella utvecklingen i det Förenade kungariket och inom det Brittiska imperiet.

## Parlamentets officiella namn
Förändringen hade två betydande konsekvenser. Den första var att namnet på det Förenade konungariket Storbritannien och Irland förändrades till Förenade konungariket Storbritannien och Nordirland som en följd av att den södra delen av ön Irland 1922 brutits ur statsbildningen och fått bilda den Irländska fristaten, en separat självstyrande stat inom det Brittiska imperiet. I egentlig mening gjorde parlamentet aldrig någon förändring av statsbildningens namn, helt enkelt eftersom den brittiska staten inte har något officiellt namn. Förändringen som gjordes var att parlamentet i den andra paragrafen av lagen ändrade sitt eget namn till det Förenade konungariket Storbritannien och Nordirlands Parlament (Parliament of the United Kingdom of Great Britain and Northern Ireland) och det är endast genom parlamentets officiella namn som det formella namnet på statsbildningen härleds. Vidare stadgades det även att termen det Förenade kungariket i lagstiftningen hädanefter skulle syfta på den nya lydelsen. Det parlament som satt mellan 1924 och 1929 skulle därför räknas som det 34:e parlamentet under det nya namnet, utgående från de 33  tidigare parlamenten sedan 1801.

## Monarkens titlar
Den andra viktiga funktionen var att förändra den brittiska monarkens titulatur. Bakgrunden till detta låg i att Balfourdeklarationen 1926, vilken kom som ett svar på konflikten mellan den brittiske generalguvernören i Kanada Byng och den kanadensiske premiärministern King, hade uttalat att de större besittningarna inom imperiet så som Kanada, Australien, Sydafrika men även den Irländska fristaten inte skulle anses vara underordnade moderlandets politik, utan ses som jämställda med denne. Genom en kunglig proklamation ändrades därför den officiella titulaturen från kung av det Förenade konungariket Storbritannien och Irland, och över de brittiska besittningarna till kung av Storbritannien, Irland och de brittiska besittningarna. Även om Nordirland fortsatt ingick i det Förenade kungariket innebar detta att  Georg V efter 1927 regerade som kung av Storbritannien i Storbritannien, men med avseende på Irland, det vill säga både Nordirland och den Irländska fristaten, regerande han som kung av Irland.

## Senare utveckling
Genom Westminsterstatuten 1931 genomfördes ytterligare konstitutionella förändringar där banden klipptes mellan de självstyrande besittningarna och det brittiska parlamentet, vilket ledde fram till att de brittiska monarkerna skulle bli kanadensiska, australiensiska, irländska monarker och så vidare, inte bara titulärt utan i sin i egen rätt inom var och en av de självstyrande besittningarna, och senare även de olika kolonierna inom Samväldet. På hemmaplan ändrades drottning Elizabeth II:s titel genom titulärakten 1953 till den nuvarande som drottning av det Förenade konungariket Storbritannien och Nordirland efter att Republiken Irland 1949 slutligen förklarat sig självständigt gentemot den brittiska monarkin.